# HIROMI (振付師)
HIROMI（ひろみ、1986年9月24日 - ）は、日本の振付師、ダンサー、演出家。

## 来歴
東京都江東区生まれ。ダンスジャンルはヒップホップダンスを中心にロックダンス、ポップダンス、ハウスダンスなど。大学入学後、ストリートダンスを始め、コンテストやダンスバトルに出場し多数受賞する。
2009年より、自身のステージ経験や得意とするヒップホップダンスを元にダンス指導を開始する。また、ダンサーとしてK-1 RISING WORLD GPへの出演やVAMPSが主宰するHALLOWEEN PARTYのパフォーマーとしても出演。
近年は振付師や演出家としての活動がメインとなっており、アイドルグループをはじめ、アニメにおけるキャラクターへの振付・演出の監修も行うなど活動の幅を広げている。現在では、年間120曲余りの振付を担当。普段振付やダンスを行わないアーティストへの指導も行っており、歌い手の姿勢や呼吸法も指導している。

## 受賞
- ダンスバトル『 DANCE@LIVE 2007-2008』RIZE部門 優勝
- 全国大学生ダンスコンテスト『BIGBANG 2008』TOKYO 優勝、OSAKA 準優勝
- 『Rize up female hiphop solo battle』優勝
- 『Livin proof vol.5』優勝

## 実績（振付）

### アーティスト[1]
おはガールちゅ!ちゅ!ちゅ!
2013年
「こあくまるんです」
「クリプレ!」
JY
2016年
「さよなら私の少女」
ベイビーレイズJAPAN
2014年
「充電満タン～サタデーナイト」
「チャリンコアイドル」
「ロックオン・ダーリン」
「夏色パーティー」
「涙の名前」
「ハピバでソング!」
「TIGER SOUL」
「虎虎タイガー!!」
「ハッピーエンドレス」
「マジックアワー」
「冬の魔法」
「2years」※武道館会場限定販売
2015年
「栄光サンライズ」
「ノンフィクションストーリー」
「世界はチャチャチャ」
「Baby Kiss」※LIVE楽曲
「Pretty Little Baby」
「SHOW TIME」
「ひとめぼれ初恋もよう」
2016年
「FOREVER MY FRIEND」
「ストレス」
「Dreamer」
「勇者ボクの冒険」
「デイズ」
「ワハハ」
「Ride On IDOROCK」
「真夏のフィーバー!」
「少しだけ」
2017年
「よきよき」
「2years」
「涙のち晴れ」
うたたねこ歌劇団
2014年
「パンパカパン」
「チャオ」
「恋する12歳」
TrySail
2015年
「Youthful Dreamer」
「Sail Out」
「コバルト」
「ホントだよ」
2016年
「whiz」
「Baby My Step」
「High Free Spirits」
「僕らのシンフォニー」
「sewing dream」
「primary」
「明日も晴れる」
「パーリー☆パーティー」
2017年
「オリジナル。」
「Chip log」
「adrenaline!!!」
「かかわり」
「TAILWIND」
「バン!バン!!バンザイ!!!」
「disco」
「Journey」
2018年
「WANTED GIRL」
「散歩道」
「Truth.」
「CODING」
「azure」
「Make Me Happy?」
2019年
「TryAgain」
「Sunsetカンフー」
「またね、」
「未来キュレーション」
2020年
「Free Turn」
「この幸せが夢じゃないなら」
「ごまかし」
「うつろい」
2021年
「誰が為に愛は鳴る」
「Re Bon Voyage」
「モノラル」
「マイハートリバイバル」
「Good Luck Darling」
「ひだまりの場所」
「君となら」
2022年
「Lapis」
雨宮天
2015年
「Velvet Rays」
「Glitter」
2016年
「Abusolute BLUE」
「羽根輪舞」
「ASH」
「Silent Sword」
「チョ・イ・ス」
「After the Tears」
「RAINBOW」
2017年
「irodori」
「Fleeting Dream」
「Eternal」
「Marvelous scene」
2018年
「Abyss」
「Shu!Bi!Du!Ba!」
「Lilas」
「Breaking the dark」
「Trust Your Mind」
2019年
「Defiance」
「Song for」
「VIPER」
「メリーゴーランド」
「VESTIGE」
2020年
「PARADOX」
「一番星」
2021年
「Emerald」
「永遠のアリア」
2022年
「Fluegel」
「蒼天のシンフォニア」
「Catharsis」
「フリイジア」
「Queen no' cry」
「BLUE BLUES」
「ロンリーナイト・ディスコティック」
「Next Dimension」
「君を通して」
「This Hope」
麻倉もも
2016年
「明日は君と。」
「花に赤い糸」
2017年
「トクベツいちばん!!」
「箱庭ボーダーライン」
「カラフル」
「No Distance」
2018年
「パンプキン・ミート・パイ」
「ハピネスピース」
「Good Job!」
「Run for you」
「トラベリータイム」
「恋のプレリュード」
「ずっと君のことが好きなんです。」
「Fanfare!!」
「星空を想えば」
2019年
「365×LOVE」
「さよなら観覧車」
「スマッシュ・ドロップ」
「ユメシンデレラ」
2020年
「トキメキ・シンパシー」
「Twinkle Love」
「"さよなら"聞いて」
「秘密のアフレイド」
「妄想メルヘンガール」
「Shake it up!」
「今すぐに」
「Agapanthus」
「僕だけに見える星」
夏川椎菜
2017年
「グレープフルーツムーン」
「Daisy Days」
「gravity」
「フワリ、コロリ、カラン、コロン」
「ナイモノバカリ」
2018年
「パレイド」
「ラブリルブラ」
2019年
「ステテクレバー」
「イエローフラッグ」
「キミトグライド」
「チアミーチアユー」
「シマエバイイ」
「ファーストプロット」
「ワルモノウィル」
「グルグルオブラート」
「HIRAETH」
「キタイダイ」
「ロジックルーパー」
桑田佳祐&The Pin Boys
2019年
「レッツゴーボウリング（ボウリング体操）」
佐々木李子
2018年
「tell you,tell me」
「Bloomig!」
「Knock Out!」
「Freedom」
2019年
「Knot Alone」
2020年
「Empty Doll」
「AMAYADORI」
井上実優
2017年
「Boogie Back」
りんご娘
2019年
「Ringo disco」
「JAWAMEGI NIGHT!!」
「Kimi-Dake」
「0と1の世界」
「なんぼめじゃ！アポーパイ(dance mix)」
2020年
「LOVE&SOLDIER」
「Fly High」
「JONKARA」
「A.D.D」
「焼きりんご」
「Give me Power!!」
「JIGA-JIGA」
「SNOW MONSTER」
2021年
「JOMON」
「モドコモード」
「DAISUKI 青森」
2022年
「りんごに恋したマメコバチ」
「JET GIRL」(新振付)
「アメノチヒカリ」(新振付)
2023年
「桜ダイヤモンド」
「Candy Apple 〜恋はあせらず〜」
2024年
「Ring Ring Ringo!!!」
「ミュージック・パワー」
「サイギサイギ」
天晴れ!原宿 （Appare!）
2019年
「アッパライナ」
「カタ想ヒ」
「ぼくらのうた」
2020年
「ギミギミダーリン」
「ホットラブウィンター!!」
「決勝戦はエブリデー」
「約束の続き」
「最高は終わらない」
「Girls Be Funky!」
「私たちは輝いているんだ」
「Appear on th stage」
「2020」
2021年
「ダフネ」
「あっぱれ！正攻法」
「僕らのワンダーランド」
「サンダービバップ」
「ファイヤースター」
「スカイラインファンファーレ！」
「フレ！フレ！ヒーロー！」
2022年
「さんざめく」
「ぱぴぷぺPOP!」
和氣あず未
2020年
「恋と呼ぶには」
「Hurry Love」
角巻わため
2020年
「曇天羊（feat.Calliope Mori)」
2021年
「おはようのうた」
「Everlasting Soul」
「mayday, mayday」
「Sweet night, sweet time」
「ゼロの足跡」
「RAINBOW」
Maison book girl
2019年
「MORE PAST」
「海辺にて」
「ノーワンダーランド」
「悲しみの子供たち」
「LandmarK」
2020年
「Fiction（ミキティー本物との合作）」
「faithlessness（Tomggg Remix）」
「GOHST」
IRONBUNNY
2020年
「Black is the new innocence」
「One」
「Respect」
Chuning Candy
2018年
「All the girls」
「Jigle Bells」
2019年
「Happy Happy」
「19-nineteen-」
「Snowflakes」
Candy Boy
2015年
「陽のあたる窓辺」
「トランスファー・タイム」
「香るパルファム」
「おそろいのハンカチ」
「冬空ラプソディー」
「Ding Dong」
2016年
「Oh!シンデレラ」
「届けたい想い」
「おろしたての靴」
「サン・ジョルディ〜僕らのSTORY〜」
「この気持ち花束に込めて」
「雨の祝福〜Les amourreux〜」
「夜空の約束」
「僕らの夏は終わらない」
「あしあと」
「君だけのヒーローになれたなら」
「君のとなり〜おそろいの日々〜」
「Silent Night」
2017年
「Season〜もっと君と〜」
「明日、時々晴れ」
「星降る想い」
「ノエルの森で」
2018年
「君とアン・ドゥ・トロワ」
「君はエンジェル」
2019年
「曇りのち晴れ」
「明日もし雨が降るなら」
「雪のフェアリー」
2020年
「君といるから」
「そばにいたいよ」
2021年
「扉を開けたら」
ロッカジャポニカ
2018年
「さよならからはじまりへ（平瀬美里）」
「Saint Mental gift」
B.O.L.T
2019年
「星が降る街」
「夜更けのプロローグ」
「ここから」
2020年
「SLEEPY BUSTERS」
「寝具でSING A SONG」
「足音」
「わたし色のトビラ」
2021年
「淡い空」
「夕日の後の夜に」
「まわりみち」
「Hear You」
「HOT CAKE」
「Reborn」
DarkestoRy
2019年
「マリスの晩餐」
2020年
「革命のダルカ」
「パンドラの牢獄」
トッピング☆ガールズGT（大つけ麺博Liveユニット）
2012年
「つけ麺☆風味絶佳」
「つけ麺OMD」
ライスボール
2022年
「愛のグレーゾーン」
2023年
「レインボー」
2024年
「時空ロマンス」
「青天の霹靂」
王林
2023年
「Play The Game」
2024年
「So what」
「踊るりんご」
MAPA
2025年
「雨の城」

### ライブ・イベント
ベイビーレイズJAPAN
2014年
『伝説の雷舞ー虎虎壱番ー〜とりあえず生!生!生!生!生で見てくれ武道館!〜 』 日本武道館（振付）
2015年
『ベイビーレイズJAPAN 電撃の雷舞 2015-史上最"熱"!ちょっと遅めのクリスマス大作戦-』 TOKYO DOME CITY HALL（振付）
2016年
『ベイビーレイズJAPAN 野外ワンマン3連戦 "晴れも!雨も!大好き!!" 』 日比谷野外音楽堂、稲毛海浜公園野外音楽堂、東武動物公園新ステージ（振付）
2018年
『ベイビーレイズJAPAN ワンマンライブ2018 - Break The Limit -』 日比谷野外音楽堂（振付）
『ベイビーレイズJAPAN LAST LIVE「全虎が啼いた！伝説の最高雷舞（クライマックス）」』 山中湖交流プラザ きららシアターひびき（振付）
TrySail
2014年
『TRYangle harmony トライアングルステージ!!!～STEP～ in 日本青年館』LIVEパート指導・振付・演出
2015年
『LAWSON presents トライアングルステージ!!! 〜JUMP〜 in TOKYO DOME CITY HALL』LIVEパート指導・振付・演出
『LAWSON presents TrySail First Live 2015 “Sail Out!!!”』LIVEパート指導・振付・演出
『Animelo Summer Live 2015 -THE GATE-』振付
『LAWSON presents TrySail Live 2015 “The Golden Voyage of Trysail”』LIVEパート指導・振付・演出
2016年
『リスアニ!LIVE 6 SUNDAY STAGEA』（振付
『ミュ〜コミ+プラス presents アニメ紅白歌合戦 Vol.5』振付
『LAWSON presents TrySailのチョコっとVoyage 〜アマイセイル〜』LIVEパート指導・振付・演出
『LAWSON presents TrySail Live 2016 “Smooth Sailing”』LIVEパート指導・振付・演出
『LAWSON presents TrySail Live 2016 “Headwind Sailing”』 LIVEパート指導・振付・演出
『Animelo Summer Live 2016 刻-TOKI-』振付
『LAWSON presents TrySail First Live Tour “The Age of Discovery”』LIVE指導・振付・演出
2017年
『アニメ紅白歌合戦 Vol.6 代々木ファイナル』振付
『リスアニ!LIVE 2017 SUNDAY STAGE』振付
『MUSIC THEATER 2017』振付
『Animelo Summer Live 2017 -THE CARD-』振付
『LAWSON premium event ミュージックレインフェスティバル2017』振付
『LAWSON presents TrySail Live 2017 Harbor × Arena』LIVEパート指導・振付・演出
2018年
『リスアニ!LIVE 2018 SATURDAY STAGE』振付
『LAWSON presents TrySail Second Live Tour “The Travels of TrySail”』指導・振付・演出
『Animelo Summer Live 2018 -OK!-』振付
『MBSアニメフェス2018』振付
2019年
『リスアニ!LIVE 2019 SATURDAY STAGE』振付
『LAWSON presents TrySail Live Tour 2019 "The TrySail Odyssey"』指導・振付・演出
『Animelo Summer Live 2019 -STORY-』振付
2020年
『TrySail 5th Anniversary "Go for a Sail" STUDIO LIVE』振付・演出
2021年
『SonyMusic AnimeSongs ONLINE 日本武道館』振付
『Animelo Summer Live 2021 -COLORS-』振付
『LAWSON presents TrySail Live 2021 “Double the Cape”』振付・演出
『LAWSON presents TrySail Live Tour 2021 "Re Bon Voyage"』振付・演出
雨宮天
2016年
『LAWSON presents 雨宮天ファーストライブ2016 “Various SKY”』指導・振付・演出・バックダンサー振付
2017年
『LAWSON presents 雨宮天 音楽で彩るリサイタル』指導・振付
『LAWSON presents 雨宮天ライブ2017 “Aggressive SKY”』指導・振付・演出・バックダンサー振付
2018年
『LAWSON presents 雨宮天ライブツアー2018 “The Only SKY”』指導・振付・演出・バックダンサー振付
2019年
『LAWSON presents 第2回 雨宮天 音楽で彩るリサイタル』指導・振付
2020年
『LAWSON presents 雨宮天ライブ2020 “The Clearest SKY”』指導・振付・総合演出・バックダンサー振付
2021年
『LAWSON presents 第三回 雨宮天 音楽で彩るリサイタル』パフォーマンスサポート
2022年
『LAWSON presents 雨宮天 BEST LIVE TOUR -SKY-』演出・振付
麻倉もも
2018年
『LAWSON presents 麻倉もも Fantasic Live 2018 “Peachy!”』指導・振付・演出・バックダンサー振付
2020年
『LAWSON presents 麻倉もも Live 2020 "Agapanthus"』指導・振付・演出・バックダンサー振付
夏川椎菜
2019年
『LAWSON presents 夏川椎菜 1st Live Tour 2019 プロットポイント』指導・振付・演出・バックダンサー振付
りんご娘
2019年
『RINGOMUSUME 19th ANNIVERSARY LIVE 〜20周年前年祭〜』指導・振付・演出
2022年
『RINGOMUSUME ONE-MAN LIVE 2022 "FOURs"』演出・振付
『RINGO MUSIC W ONE-MAN LIVE Apple day』演出・振付
佐々木李子
2018年
STORY LIVE『SynapstoRy〜ダリアと二人の赤ずきん〜』振付・演出
2019年
STORY LIVE『SynapstoRy〜月から降りたかぐや姫〜』振付・演出
STORY LIVE『SynapstoRy〜魔女と呼ばれたジャンヌダルク〜』振付・演出
STORY LIVE『SynapstoRy〜世界でいちばんの白雪姫〜』振付・演出
STORY LIVE『SynapstoRy〜完璧になりたいピノキオ〜』振付・演出
2022年
STORY LIVE『SynapstoRy〜荊姫〜』振付・演出
DarkestoRy
2019年
朗読ライブ『マリスの晩餐』振付・演出
2020年
朗読ライブ『革命のダルカ』演出
朗読ライブ『パンドラの牢獄』演出
ライスボール
『RINGO MUSIC W ONE-MAN LIVE Rice day』演出・振付

### テレビ番組
紺野、今から踊るってよ（2015年-2017年）レギュラー振付
テレ遊びパフォー!（2008年-2010年）ピックアップドキュメント・パフォーマンス出演
musicるTV（2018年-2019年）愛踊祭審査員コメント出演

### アニメ
ドラえもん　
2015年-2017年
番組内コーナー「びっくりラッキーマンボ!」振付

### 審査員
UNIDOL（ユニドル）
愛踊祭

## 実績（出演）
「K-1 RISING 2012 WORLD GP FINAL 16 in TOKYO」（2012年）
VAMPS「HALLOWEEN PARTY2013」（2013年）
VAMPS「HALLOWEEN PARTY2014」（2014年）